# The Brian Setzer Orchestra

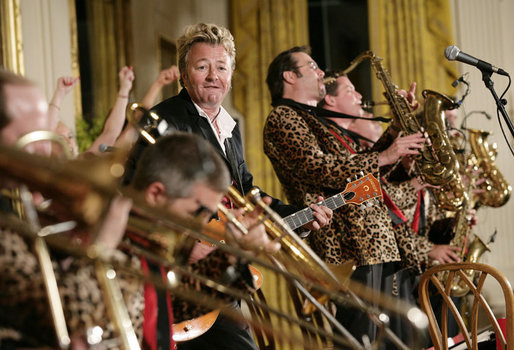
Brian Setzer met zijn orkest tijdens een concert op het Witte Huis in 2006

The Brian Setzer Orchestra is een bigband onder leiding van voormalig Stray Cats-frontman en gitarist Brian Setzer. De samenstelling is die van een klassieke bigband, behalve dat er een pianist ontbreekt. 

## Geschiedenis

### Beginperiode
Al in zijn jeugd had Brian Setzer het idee om zijn rockabilly gitaarspel te combineren met koperblazers. Op een avond werd hij door zijn buurman geroepen, die een feestje gaf, waar een aantal muzikanten aanwezig waren. Hij nam zijn gitaar mee, en al snel kwam het idee voor de koperblazers weer naar boven. Aldus was "The Brian Setzer Orchestra" geboren. In het begin waren veel concertpromotors huiverig voor het idee om zoveel mensen op het podium te zetten, dus besloten Setzer en de band zelf een aantal clubs te boeken om met de band "te proberen". Tijdens deze concerten werd de band opgemerkt door Hollywood Records, waar de band dan ook haar eerste platencontract schreef, en in 1994 was het eerste album, genoemd naar de band zelf, een feit. Het album stond vol met swingklassiekers als "Route 66" en "There's a rainbow 'round my shoulder". Een tweede album Guitar Slinger volgde in 1996.

### Succes
Het echte succes voor de band kwam nadat een nieuw contract werd afgesloten met platenlabel Interscope. Ze braken door bij het grote publiek met het album The Dirty Boogie, in 1998. Toen het nummer "Jump Jive an' Wail" werd gebruikt in een commercial voor spijkerbroeken was het hek van de dam, en zo startte Setzer de nieuwe Swingrage. Het album leverde uiteindelijk twee Grammy Awards op. Eén in de categorie "Best Pop Performance Duo/Group" voor het nummer Jump Jive an' Wail en één in de categorie "Best Instrumental Performance" voor het nummer "Sleepwalk". Vavoom!, de opvolger van The Dirty Boogie, werd een minder groot succes dan zijn voorganger, maar leverde de band wel de derde Grammy op, ook weer in de instrumentale categorie. Het nummer "Caravan", origineel van Duke Ellington werd met deze prijs geëerd. 

### Kerstmis
Na het grote succes van de vorige albums besloot Setzer het een beetje over een andere boeg te gooien. Het eerste kerstalbum Boogie Woogie Christmas werd in 2002 uitgebracht, meteen gevolgd door een tournee door Amerika, "The Christmas Extravaganza". Nog steeds toert de band bijna ieder jaar door de Verenigde Staten met dit kerstspektakel, al zij het ieder jaar in een vernieuwde vorm. Ook een tweede kerstalbum Dig that Crazy Christmas werd uitgebracht.

### Klassiek
Na vier swing- en twee kerstalbums bracht Setzer in 2007 een wonderlijk album uit. Twaalf klassieke stukken werden door Setzer en anderen in een swingjasje gegoten, en zo was Wolfgang's Big Night Out een feit. 

## Samenstelling
Het Brian Setzer orchestra is opgebouwd als een klassieke bigband, behalve dat een pianist in de ritmesectie ontbreekt.
Hier genoemd is de samenstelling zoals die speelt op de live-dvd/-blu-ray "It's Gonna Rock... 'Cause That's what I Do", uit 2010.

### Ritmesectie
- Gitaar en bandleider: Brian Setzer
- Drums: Tony Pia
- Contrabas: Johnny "Spazz" Hatton

### Trompetten
- Steve Reid (Lead)
- Jamie Hovorka
- Sean Billings
- Ron Blake

### Trombones
- Jeremy Levy
- Kerry Loeschen
- Michael Briones
- Robbie Hioki (Bastrombone)

### Saxofoons
- Tim Miscia (Tenorsaxofoon & klarinet)
- Eric Morones (Altsaxofoon & dwarsfluit)
- Matt Zebley (Altsaxofoon & dwarsfluit)
- Jim Youngstrom (Tenorsaxofoon & basklarinet)
- Matt Zebley (Baritonsaxofoon & klarinet)

## Discografie
- The Brian Setzer Orchestra (1994)
- Guitar Slinger (1996)
- The Dirty Boogie (1998)
- Vavoom! (2000)
- Boogie Woogie Christmas (2002)
- Jump Jive an' Wail - The Best of (2003)
- The Ultimate Collection (Live) (2004)
- Dig that crazy Christmas (2005)
- Wolfgang's Big Night Out (2007)
- The Ultimate Christmas Collection (2008)
- Songs from: Lonely Avenue (2009)
- Setzer Goes Instru-Mental (2011)

## Live-dvd's
- Live in Japan (2001)
- Live: Christmas Extravaganza (2005)
- One Rockin' Night (2007), opgenomen in Montréal, 1995
- It's Gonna Rock... 'Cause That's What I Do (2010). Tevens uitgebracht op blu-ray en als live-cd-album

## Dvd's in de hitparades
| Dvd's met hitnoteringen in de Nederlandse Music Top 10 | Datum van verschijnen | Datum van binnenkomst | Hoogste positie | Aantal weken | Opmerkingen |
| ------------------------------------------------------ | --------------------- | --------------------- | --------------- | ------------ | ----------- |
| Live in Japan                                          | 2002                  | 02-03-2002            | 6               | 2            |             |